# Saint-Maurice-en-Rivière
Saint-Maurice-en-Rivière é uma comuna francesa na região administrativa de Borgonha-Franco-Condado, no departamento Saône-et-Loire. Estende-se por uma área de 18,74 km². Em 2010 a comuna tinha 548 habitantes (densidade: 29,2 hab./km²).